# R. c. Marshall
Pour les articles homonymes, voir Arrêt Marshall.
L'arrêt rendu le 17 septembre 1999 dans l'affaire R. c. Marshall par la Cour suprême du Canada (CSC) est un important jugement pour la reconnaissance des droits ancestraux des autochtones du Canada.

## Les faits
Accusé d’avoir vendu des anguilles sans permis, d’avoir pêché sans permis et d’avoir pêché pendant la période de
fermeture au moyen de filets illégaux, M. Marshall autochtone mi’kmaq serait coupable des infractions reprochées, à moins que ses activités ne soient protégées par un droit ancestral.

## Effet direct des directives
Les juges majoritaires ont acquitté M. Marshall relativement à toutes les accusations, en concluant que le Traité[Lequel ?] protégeait ses activités.